# Бук, Ян
Ян Бук (в.-луж. Jan Buk, 2 августа 1922, Небельчицы, Верхняя Лужица, Германия — 1 апреля 2019, Хросчицы) — лужицкий художник.

## Биография
Родился 2 августа 1922 года в лужицкой деревне Небельчицы (Небельшюц). Получив среднее образование, работал художником-оформителем. Участвовал во Второй мировой войне. В 1949-50 годах обучался в Академии изящных искусств во Вроцлаве и с 1950 года по 1953 год — в Высшей школе изобразительных искусств в Дрездене. С 1953 года работал в течение последующих сорока лет внештатным художником в Баутцене. Был членом Общества лужицких художников и Союза художников ГДР. С 1956 года по 1976 год преподавал изобразительное искусство в Сербской гимназии в Баутцене. В 1974 году участвовал вместе с лужицкими художниками Евой Воршой Ланзиной и Мерчином Новак-Нехорньским на VII съезде Общества художников ГДР в Карл-Маркс-Штадте. С 1980 года по 1989 год преподавал в вечерней школе в Баутцене.
В 1996 году возвратился в родную деревню Небельчицы, где скончался в 2019 году.

## Произведения
- Antlitz der Arbeiterklasse (1971), Nationalgalerie Berlin-Ost;
- Der Besuch, 1978, Nationalgalerie Berlin-Ost;
- Bautzen, 1981, Stadtmuseum Bautzen;
- Sitzende Sorbin in Festtracht, 1981, в частной коллекции;
- Tagebau mit Förderbrücke, 1986, Museum für Junge Kunst, Frankfurt.

## Награды
- Лауреат премии организации «Домовина» (1970);
- Лауреат премии имени Якуба Чишинского (1986);
- Медаль «Hans-Grundig» (1988);
- Премия по изобразительному искусству города Баутцена (1994);
- Премия художественной выставки в Баутцене (1995);
- Почётный гражданин Баутцена (2007).